# Wila (Rosja)
Wila (ros. Виля) – osiedle typu miejskiego w Rosji, w obwodzie niżnonowogrodzkim, w rejonie wyksuńskim. W 2021 liczyło 3669 mieszkańców.